# (38168) 1999 JZ91
1999 JZ91 (asteroide 38168) é um asteroide da cintura principal. Possui uma excentricidade de 0.20859040 e uma inclinação de 7.20640º.
Este asteroide foi descoberto no dia 12 de maio de 1999 por LINEAR em Socorro.